# 泰里·厄登
泰里·厄登（匈牙利語：Téry Ödön，1890年7月8日—1981年6月7日），生于布达佩斯，匈牙利男子竞技体操运动员。他曾获得1912年夏季奥运会体操比赛男子团体全能银牌。他于1981年在美国南卡罗来纳州贝尔韦代雷去世。